# Russkoe pole
Russkoe pole (Русское поле) è un film del 1971 diretto da Nikolaj Ivanovič Moskalenko.